# Геральдическая лилия
Геральди́ческая ли́лия, также королевская (бурбонская) лилия или флёр-де-лис (фр. fleur de lys / lis; «цветок лилии», не садовой, но водяной, по-русски «ирис» = греч. слово «радуга») — гербовая фигура, одна из самых популярных, наряду с крестом, орлом, соколом  и львом. Относится к числу негеральдических естественных фигур. Стилизованное изображение цветка служило узором орнамента или эмблемой принадлежности к многочисленным обществам Старого и Нового Света. Встречается на цилиндрических печатях Месопотамии, на древнеегипетских барельефах и микенской керамике, на монетах галлов и сасанидских тканях, на одеяниях индейцев и в японской геральдике. Символическое значение изображения не однозначно в разных культурах: оно почиталось как знак чистоты (целомудрия) или плодородия, а также служило знаком отличия правящих монархов.
Соответствующий символ Юникода — ⚜ (U+269C).

## История
Самые древние знаки лилии, схожие с лилиями западноевропейского средневековья, можно видеть на ассирийских рельефах 3-го тысячелетия до н. э., где ими украшены тиары, нагрудные цепи и скипетры, что указывает на их важное значение в качестве символов царской власти. Позднее встречаются на аналогичных регалиях Крита, Индии и Египта, ещё позже на разных монетах — греческих, римских и галльских. Их рисунок лилии постепенно приближается к гербовому.

### Символ Непорочной Девы
С началом средневековья знак лилии, уже действительный атрибут власти, принимает всё больше христианское значение. Отчасти тому способствовал зачитывавшийся в проповедях священников стих из библейской «Песни песней Соломона»: «Я полевой цветок и долинная лилия» (Песн. 2:1). Поэтому до середины XIII века Христос нередко изображался в центре настоящей или стилизованной лилии.
К христову значению символа постепенно приживается другое значение лилии из следующей строки «Песни песней»: «Что лилия между тернами, то возлюбленная моя между девицами» (Песн. 2:2). Знак лилии отождествляют с Непорочной Девой, её беспорочной чистотой и целомудрием; в Европе растёт культ почитания «нашей Девы» (Нотр-Дам). На монетах XI—XII веков, выпущенных епископами кафедральных соборов, посвящённых Деве Марии, появляются лилии. На официальных печатях этих соборов Непорочная Дева изображается с лилией в правой руке (с 1146 года на печати Парижского собора, в 1174 — Нуайонского, в 1181 — Ланского). Особенно в XIII веке лилия становится обязательным атрибутом изображений Мадонны. Позже, к концу Средних веков, цветок лилии уступает место розе, то есть символ целомудрия заменяется на знак любви.
Белая лилия — символ Благовещения, в картинах западноевропейских живописцев «она фигурирует в вазе или в руках Архангела Гавриила и потому стала его атрибутом. Из святых дев с лилией изображаются, в частности, Екатерина Сиенская, Клара, Евфимия и Схоластика. Она является также атрибутом Антония Падуанского, Доминика, Франциска Ассизского, Франциска Ксаверия, Филиппа Нери, который молится перед видением Девы Марии, Фомы Аквинского и Эрифрейской сивиллы». В сцене Страшного суда «Христос может иметь лилию и меч по обе стороны Своего лика».

### Знак королевской власти

#### Легенды
Источники геральдического значения цветка лилии связывают с легендой о короле франков Хлодвиге I из династии Меровингов (481—511). В критический момент сражения с алеманнами, предвидя неминуемое поражение, король обратился за помощью к христианскому Богу, воскликнув: «Я верю в Тебя!». Тогда явился ангел с белой лилией в руке и повелел сделать этот цветок своим оружием. В ту же минуту воины Хлодвига обратили врагов в бегство. После этого, в 496 году король вместе с воинами и приближёнными отправился в Реймс и там принял крещение. Считается также, что лилия Хлодвига была красной и «это был тот самый цветок, который рос в восточной Фландрии, в речке Ли (Lys), вливающейся в Шельду, где произошла битва… От названия речки, вероятно, произошло и французское название цветка». В другом варианте легенды утверждается, что Хлодвиг взял себе в качестве эмблемы лилию после того, как водяные лилии в Рейне подсказали ему безопасное место, где можно перейти реку вброд, благодаря чему он одержал победу в битве.

#### Лилия Капетингов

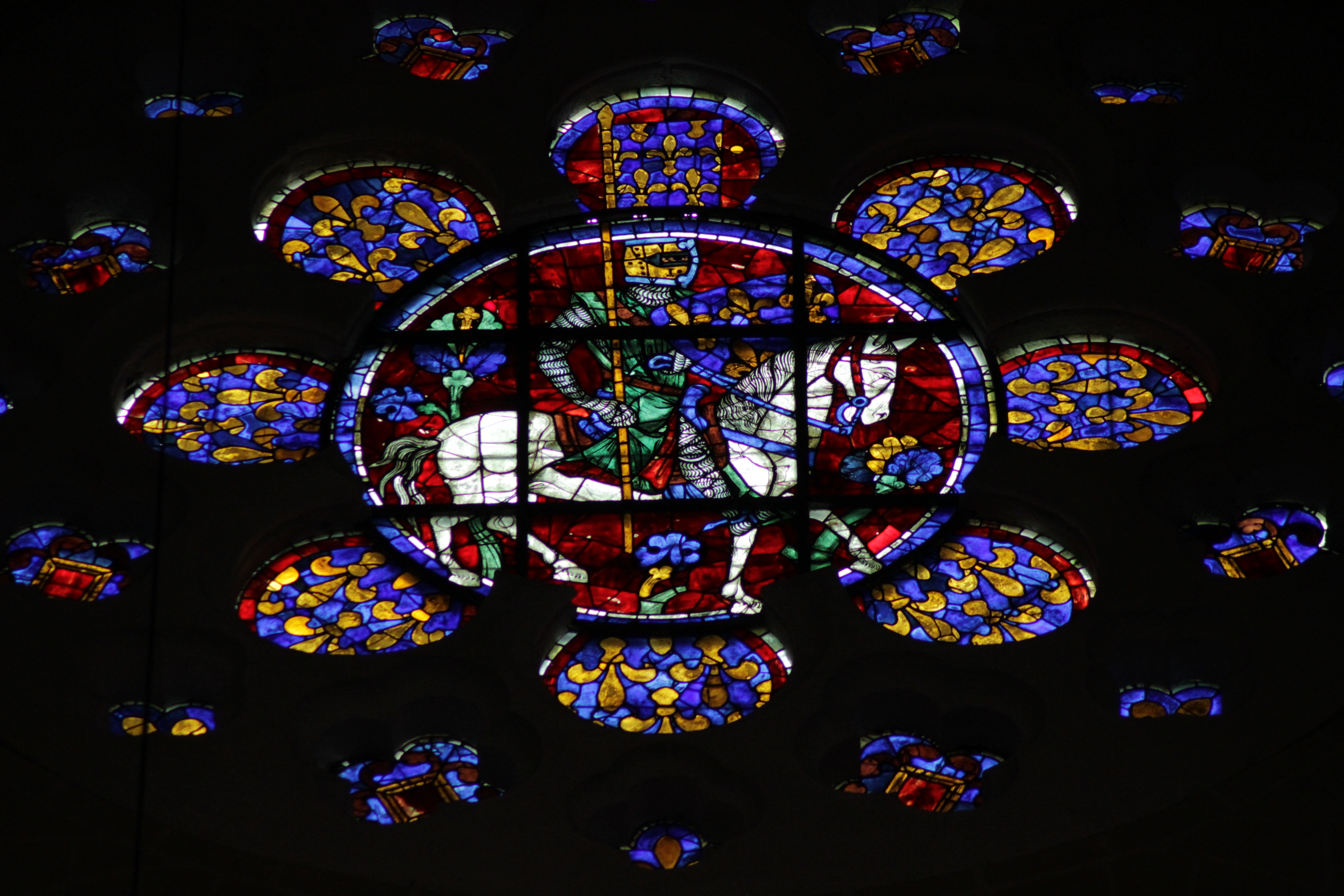
Самое первое сохранившееся цветное изображение герба Капетингов с лилиями — витраж Шартрского собора (baie 107c; ок. 1215—1216)

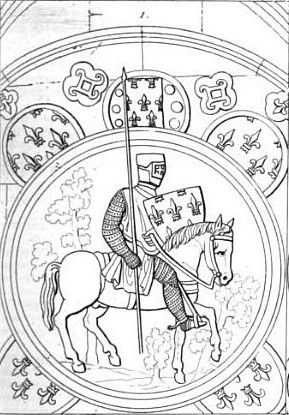
Наследный принц собрался в поход. Рисунок (1839) витража из Шартрского собора

До первой половины XII века гербовая символика нигде в Европе не встречается. И до начала XIII века изображение золотых (жёлтых) лилий в лазоревом (синем, голубом) поле ещё не было символом французского королевского дома. Стараниями королевского советника Сугерия (служил 1108—1137), Бернарда Клервоского (1091—1153), короля Людовика VI и особенно Людовика VII, самого набожного из первых французских Капетингов (правителей Франции в 987—1328), культ Непорочной Девы нашёл своё место в символике французской монархии, которая стала использовать лилию Девы в идеологических целях намного чаще, чем любой другой христианский суверен.
Впоследствии королевский, геральдический щит с лилиями (écu aux fleurs de lis) впервые появляется в 1211 году на личной печати принца Луи, — будущего Людовика VIII (правил 1223—1226) и около 1215—1216 г. на витраже Шартрского собора (baie 107c) с изображением того же принца в полном боевом облачении.

#### Символ королевской власти
Цветок белой лилии — символ Девы Марии, — к концу средних веков во Франции становится эмблемой королевской власти. В 1147 году участники Второго крестового похода под предводительством французского короля Людовика VII высадились в Палестине и увидели сходство между цветком белой лилии и жёлтого ириса. Король также отметил сходство своего имени «Louis» и «Loys» (так на старофранцузском называли этот цветок). Вспомнили и легенду о Хлодвиге, одолевшем с помощью цветка врагов христианства. Так появилась новая эмблема королевской власти — белое знамя с тремя золотыми ирисами. Историки предполагают, что именно в это время произошло окончательное отождествление изображений ириса и лилии, несмотря на то, что они представляют разные семейства растений. Геометризованное, напоминающее алебарду, изображение ириса-лилии стало называться, в память короля Хлодвига «Fleur de Lys», что переводят иносказательно как «геральдическая лилия», в просторечии, иронично: «королевский артишок» (по сходству развёрнутых лепестков артишока с геометризованным изображением лилии). Цветок ириса в Германии называют «мечевой лилией», в Испании «лирио», поэтому считают, что именно он изображён в «лилиях Бурбонов».
Французский король Людовик IX Святой (1226—1270) в свой герб (три золотые «меченосные» лилии) добавил два стебля с цветками маргаритки в честь королевы Маргариты Прованской. Три лилии Людовика Святого в эпоху крестовых походов означали рыцарскую триаду добродетелей: сострадание, правосудие и милосердие. Лилию изображали в качестве навершия скипетра французских королей, Францию называли в поэзии трубадуров не иначе, как «царством лилий». Появилось выражение: «лилии не прядут» (фр. Les lys ne filent pas) в том смысле, что на престоле не может быть женщин, и «восседать на лилиях» (фр. être assis sur des lys) в значении занимать высокую должность, то есть сидеть в кресле, украшенном государственным гербом. При Карле VII (1422—1461) три тесно составленные «геральдические лилии» стали официальным государственным гербом. «Лилии Людовиков» стали во Франции любимым мотивом орнамента, ими украшали ткани, стены, мебель и оружие.
В 1547 году Екатерина из флорентийского рода Медичи, супруга короля Генриха II из династии Валуа, стала королевой Франции. Она прибавила французскую лилию к своему гербу, а затем этот цветок стал гербом Тосканы и её столицы — города Флоренция. Однако флорентийцы такое изображение называли ирисом («Флоренция, ты ирис нежный…». А. А. Блок, 1909). Во флорентийском ирисе отсутствует изображение тычинок, что придаёт цветку более «копьеобразный» вид.
В эпоху революционного террора ношение знака лилии могло привести на гильотину.
Как минимум один корабль голлистских военно-морских сил назывался Fleur de Lys. Имя Флёр-де-Лис также использовал В. Гюго для одного из персонажей романа «Собор Парижской Богоматери».

#### Три лилии
Уже на миниатюре середины IX века трон государя Западно-Франкского королевства Карла II украшен тремя золотыми (?) навершиями, похожими на усечённые геральдические лилии. На другом, несколько более позднем, его изображении по углам престола косо поднимаются две такие же лилии (третья, по центру, скорее всего, закрыта и не видна). На государе здесь — корона с тремя верхами, отдалённо напоминающими эти цветы. На миниатюре X века с Карлом I Великим на нём — корона конической формы с тремя такими же, как и на троне Карла II, навершиями. На печати конца X века короля франков Гуго Капета на последнем — корона с тремя зубцами в виде усечённых геральдических лилий. То же — на королевской печати его сына, Роберта II. На аверсе денье Буржа середины XII века — Людовик VII в трёхверхой короне из схематически изображённых лилий, на реверсе же — крест с чудесными трёхлепестковыми цветами на трёх его навершиях. Тогда же, в царствование Людовика VII, во французском языке появляется словосочетание fleur de lys («гербовая лилия»; букв. «цветок лилии»). В конце XII столетия эти золотистые цветы в светло-синем поле становятся французской королевской эмблемой. На витражах Шартрского собора начала XIII века они тоже показаны по три, и не один раз. В середине этого века, при Людовике IX, три их лепестка объяснялись как знак божественного покровительства, дарованного Франции. Наконец, при Карле V Валуа (1376 год) и цветов остаётся лишь три (что связывалось со св. Троицей), и лазоревое полотнище с тремя стилизованными жёлтыми лилиями становится флагом Франции.

### Две лилии

Польский дворянский герб Трачоброн

В польском гербе Трачоброн две серебряные лилии, связанные между собою так, что одна из этих лилий обращена цветком вверх, а другая — вниз.

### Некоролевские гербы
С конца XII века знак лилии выделяется как особая гербовая фигура и встречается довольно часто практически всюду в Западной Европе. Чаще лилии использовались только фигуры льва, орла и пара-тройка геометрических. Географические области, где знак лилии пользовался особой популярностью: Северные и Южные Нидерланды, Бретань, Пуату, Бавария и Тоскана.

### В древнерусском искусстве
Основная статья: Крин (лилия)
В древнерусском искусстве также присутствует похожее изображение трёхлопастного цветка. Он называется «крин» (ст.-слав. из греч. кринъ — лилия) и считается символом Богоматери («Богоматерь с крином»).

## Гербовая фигура
Знак лилии — часть символики испанских Бурбонов; множества дворянских гербов, например поляков Гоздава и русских Храповицких; Итонского колледжа и скаутского движения.
Из объяснения герба Храповицких свидетельства о значении, лилии придаваемом:

Она почитается особливо за знак добрыя надежды и непорочнаго жития, и похож цветок сей не только по внешнему своему виду, чистый и изрядный цвет; но и по внутреннему своему свойству, приятный запах, некоторую полезную силу имеет, того ради и те, которые употребляют лилеи в своих гербах, имеют быть добрых, справедливых и честных.— Лакиер А.Б. § 23. Растения // Русская геральдика. — 1855. Архивировано 10 августа 2009 года.

### Городская символика
Знак лилии изображён на гербах и флагах следующих городов (коммун) и провинций:
- Батон-Руж;
- Висбаден;
- Даугавпилс;
- Детройт;
- Луисвилл;
- Монреаль;
- Новый Орлеан;
- Ныса;
- Рокишкис;
- Санта-Венера;
- Сент-Луис;
- Турку;
- Барвиха;
- Флёр-де-Лис[англ.] (Мальта);
- Флоренция (городу, чей герб похож на цветок ириса, посвящено стихотворение Александра Блока «Флоренция, ты — ирис нежный…»);

- Лион;
- Париж;

Герб Флоренции

- Квебек (также является неофициальным символом франкоканадцев[21]);
- нидерландская провинция Флеволанд;
- норвежская коммуна Нерёй.

Лилии, поделённые белой линией, присутствовали на гербе Республики Боснии и Герцеговины в 1992—1998 годах, а с 1994 года и по сей день — Федерации Боснии и Герцеговины, так как эти гербы происходят от герба династии королей Боснии Котроманичей. Ныне герб с лилиями и месяцем на зелёном фоне является гербом боснийцев и сербов-мусульман Санджака.

## В современной культуре
- На обложке сингла It’s No Good британской группы Depeche Mode и в лого финской метал-группы Stratovarius периода 1997—2008 годов.
- В видеоигре The Saboteur 2009 года является логотипом игры и одним из символов Движение Сопротивления (Франция).
- Геральдическая лилия является логотипом футбольной команды из Нового Орлеана New Orleans Saints, канадского футбольного клуба «Клёб де Фут Монреаль», немецкого футбольного клуба «Дармштадт 98», итальянского футбольного клуба «Фиорентина» и французского футбольного клуба «Пари Сен-Жермен».
- В романе Джеймса Эллроя Секреты Лос-Анджелеса и одноименном фильме этот символ был визитной карточкой элитного порнобизнеса и проституции Лос Анджелеса.
- Лилия является символом Сестёр Битвы из вселенной Warhammer 40,000.
- Лилия является символом так называемой «банды Святых с 3-й улицы» в серии игр Saints Row
- В серии игр «Ведьмак» и одноимённом цикле книг Анджея Сапковского является гербом Темерии — северного королевства.
- В серии игр «Hitman» модифицированный fleur-de-lys является персональным символом Агента 47.
- В телесериале «Первородные» появляется в логотипе сериала, действия которого происходят в Новом Орлеане.